# Vaiaku
Vaiaku – miejscowość w Tuvalu położona na wyspie Fongafale, atol Funafuti. Jest administracyjnym centrum kraju i jego faktyczną stolicą (za stolicę bywa uznawany także cały atol Funafuti).
Powierzchnia miejscowości wynosi 0,11 km², w 2002 roku zamieszkiwało ją 498 osób, a w 2012 roku – 638. W Vaiaku znajdują się budynki rządowe, a także jedyny bank, port lotniczy i hotel.